# 本多忠義
本多 忠義（ほんだ ただよし）は、江戸時代前期の武将・大名。播磨国姫路新田藩の第3代藩主、遠江国掛川藩主、越後国村上藩主、陸奥国白河藩の初代藩主。官位は従五位下・能登守。

## 生涯
慶長7年（1602年）、本多忠政の3男として誕生。元和元年（1615年）閏6月19日、従五位下・能登守に叙位・任官する。
寛永8年（1631年）、父・忠政が死去すると、播磨姫路藩の所領のうち4万石を分与された。寛永8年（1631年）に兄・政朝から1万石を分与され都合5万石となり、寛永16年（1639年）3月3日には遠江掛川藩7万石に加増移封された。正保元年（1644年）3月8日、越後村上藩10万石に加増移封され、慶安2年（1649年）6月9日に陸奥白河藩12万石へ加増移封された。
寛文2年（1662年）11月25日、隠居して鈍斎と号した。延宝4年（1676年）9月26日に死去。享年75。家督は長男の忠平が継いだ。

## 系譜
- 父：本多忠政（1575年 - 1631年）
- 母：妙高院（1577年 - 1626年） - 国姫、熊姫、松平信康の次女
- 正室：法光院 - 森忠政娘
  - 長男：本多忠平（1632年 - 1695年）
  - 次男：本多忠利（1635年 - 1700年）
  - 三男：本多忠以（1640年 - 1664年）
  - 四男：本多忠晴（1641年 - 1715年）
  - 五男：本多忠周（1642年 - 1712年）
- 生母不明の子女
  - 六男：本多忠常（1661年 - 1709年）
  - 七男：本多忠寄（1662年 - 1690年）
  - 女子：松平頼純正室
  - 女子：井上正任正室
  - 女子：金森頼直正室
  - 女子：心涼院 - 本多忠平養女、水野忠盈正室
  - 女子：清殊院 - 毛利光広正室
  - 女子：石川総良側室
  - 女子：勢幾 - 慈眼院、前田利明継室
  - 女子：松平忠倫正室